# Cynthiana (Kentucky)
Cynthiana é uma cidade localizada no estado americano de Kentucky, no Condado de Harrison.

## Demografia
Segundo o censo americano de 2000, a sua população era de 6258 habitantes.
Em 2006, foi estimada uma população de 6300, um aumento de 42 (0.7%).

## Geografia
De acordo com o United States Census Bureau tem uma área de
8,7 km², dos quais 8,7 km² cobertos por terra e 0,0 km² cobertos por água. Cynthiana localiza-se a aproximadamente 215 m acima do nível do mar.

## Localidades na vizinhança
O diagrama seguinte representa as localidades num raio de 24 km ao redor de Cynthiana.